# Геноцид чеченців
Геноцид чеченців — повсякденне позначення масових втрат, зазнаних чеченським народом на різних етапах російсько-чеченського конфлікту другої половини XVIII-початку XXI століть. Цей термін не має юридичної сили, хоча у 1944 році Європейський парламент визнав факт депортації чеченців та інгушів, яка вбила приблизно 1/3-1/2 всього чеченського населення, актом геноциду. Верховна Рада України також засудила геноцид чеченського народу Росією.

## XIX століття
У 1817 році головнокомандувач російської армії на Кавказі генерал Олексій Єрмолов, який відчував особливу ворожість до чеченців, приймає рішення перенести Кавказьку укріплену лінію, що була південним кордоном Російської імперії, від берегів Тереку до чеченських земель в районі річки Сунжа. Це призвело до Кавказької війни 1817–1864 років.
Захоплення Сунжі супроводжувалося частковим видавлюванням чеченців у гори ("на їжу св. Антонія", за словами Єрмолова). Останній сподівався, що, захопивши ниви і пасовища чеченців і створивши в них голод, , ті «від обмеження» краще за нього «стануть винищувати один одного» або, принаймні, підкоряться йому
«Проконсул Кавказу», як любив називати себе Єрмолов звинуватив чеченців у нападі на лінію. «Краще від Терека до Сунжі залишу пустельні степи, – заявляв він, – ніж буду терпіти розбої у тилу наших укріплень У підкріплення своїх слів у 1819—1820 роках він зрівняв із землею селища Даді-Юрт, Істі-Су, Алаяр, Ноїм-Берди, Кош-Гельди та Топлі. У той же період були проведені каральні експедиції проти аулів Великий Чечен, Шалі, Герменчук, Автури, Гельдіген, Майртуп. Аналогічні операції з руйнуванням і винищенням аулів, вилученням заручників, знищенням хлібів і посівів, вирубуванням лісів, переселеннями жителів на рівнини під нагляд царських сил, будівництвом нових укріплень на завойованих землях здійснювалися й у наступні роки протягом всієї Кавказької війни
За словами історика Євгена Анісімова, Єрмолов є «засновником політики геноциду горян Кавказу» та "ініціатор створення 'мертвих зон', де все живе піддавалося повному знищенню", включаючи будинки, посіви, сади та ліси, а горян «загнали вище в гори, де вони, позбавлені всього, померли від голоду, хвороб і холоду».
При наступниках Єрмолова бойові дії тривали. Наприклад, взимку 1830–1831 рр. генерал Олексій Вельямінов з великими силами здійснив експедицію на Чечню, під час якої він «раптово напав на чеченські аули, піддаючи все підпалом і мечем, винищуючи і викрадаючи худобу, спалюючи запаси сіна і хліба, захоплення старих і жінок, вигнання чеченських сімей у лісах».
У 1832 році дев'ятитисячний російський загін протягом семи тижнів знищив у Чечні понад 60 повсталих сіл. «Нема потреби перераховувати всі аули […]. Багато зруйнованих аулів зникли назавжди», — пише царський імперський історик Павло Бобровський..
Його колега Олександр Лавров повідомляє, що в міру виконання плану непокірне населення відступило в глиб густих гір, де побудувало нові житла: «Але незабаром настала їхня черга. […] Чеченці, впевнені в недоступності своїх домівок, були заскочені зненацька, вони відчайдушно оборонялися, не хотіли поступитися ні п'яді своєї землі і гинули на багнетах наших солдат».
Учасник Кавказької війни, мемуарист Володимир Полторацький згадував, як у березні 1847 року російські солдати підкралися на світанку до аулу, де знаходився один із чеченських воєначальників, а потім
вони страшною хвилею увірвалися в аул, всю дорогу безсоромно поливши все теплою чеченською кров'ю... Два, три, більше не було чути пострілів з рушниць — видно, що в хід йшов російський багнет, рубав винних і невинний без промаху і милосердя. Стогони вмираючих, заскочені зненацька, долинали з усіх боків, роздирали душу. Знищення людей різної статі та віку велося в широкому, жахливому масштабі...
Остаточно Чечня впала в липні 1859 року. До того часу вона неодноразово ставала театром спустошливих походів імператорських військ, так що іноді її жителям дійсно доводилося їсти траву, як колись передбачив Єрмолов.

## XX століття

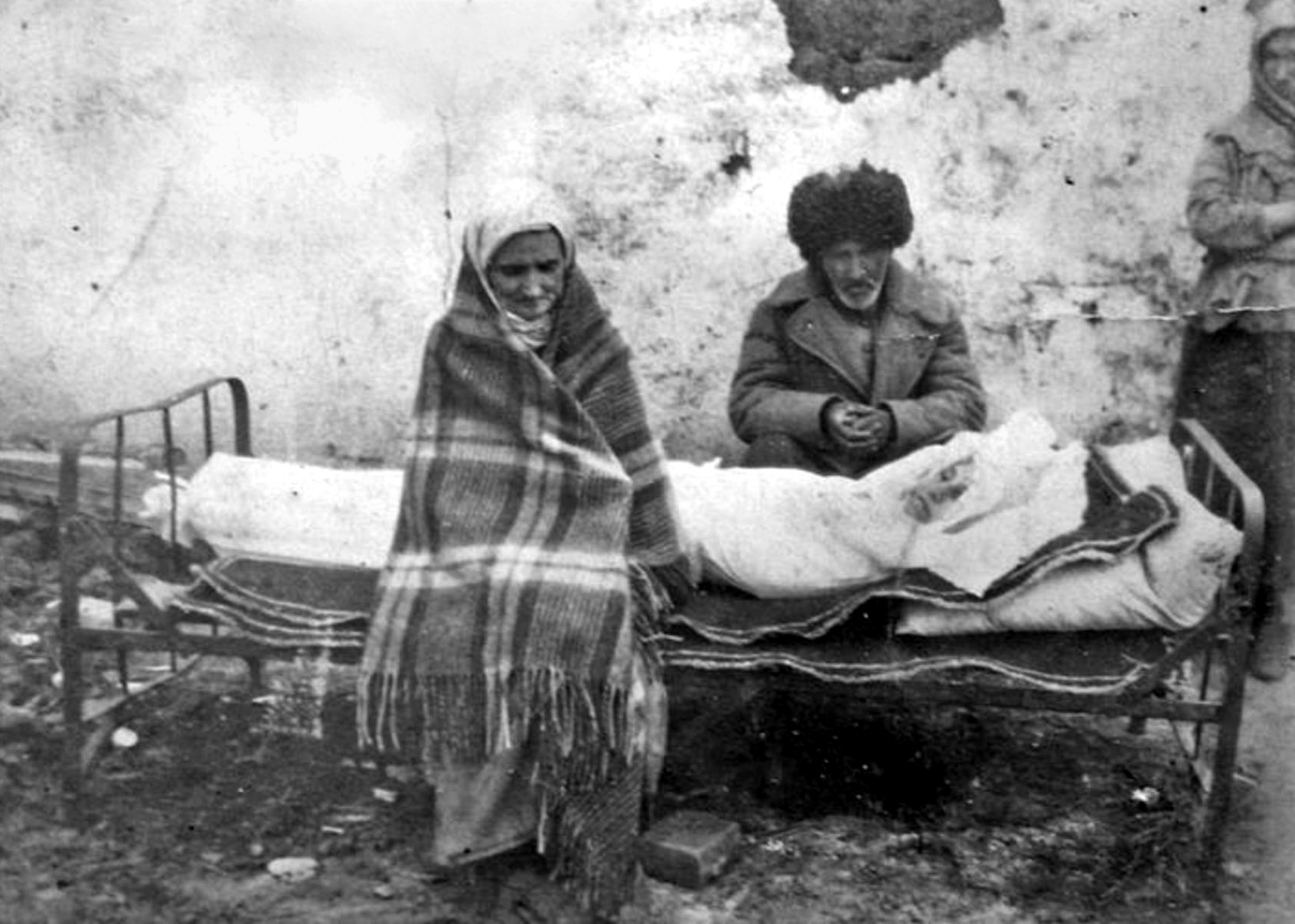
Інгуська родина оплакує смерть доньки в Казахстані

23 лютого 1944 року почалася операція «Сочевиця» — повна депортація чеченців та інгушів до Середньої Азії, яка стала найбільшою та найжорстокішою етнічною депортацією в історії СРСР. Радянська влада звинуватила чеченців та інгушів у зраді Батьківщини у вигляді переходу багатьох із них на бік Третього Рейху, який напав на СРСР. Насправді масової співпраці з німцями в Чечено-Інгушетії не було, оскільки «не було з ким співпрацювати»: нацистам вдалося ненадовго захопити лише місто Малгобек, на той час населене переважно росіянами.
З 496,460 (за іншими даними 520,055) Чеченців та інгушів, депортованих у 1944 році, до січня 1949 року на обліку було 364,220 осіб. При цьому до 48% чечено-інгушського спецконтингенту становили діти до 16 років.
Ті, хто пережив депортацію, згадують, як їх возили в холодних і часто переповнених «телячих» вагонах без туалетів. Мерців по дорозі викидали або спішно закопували в сніг. Після прибуття чеченці та інгуші зіткнулися з відсутністю елементарних умов для життя. Офіційно належна їм допомога доходила до небагатьох людей і була недостатньою. Вигнанці їли траву, сміття, яйця та пташенят диких птахів та інших тварин, збирали опале колосся пшениці та зерна, перебували до крадіжки і просив милостиню. З підозрою до спецпереселенців поставилися представники влади, а спочатку місцеве населення, серед якого нібито поширювалася чутка, що до них привозять «канібалів». Останніх називали «зрадниками», «зрадниками батьківщини», «ворогами народу», «бандитами», «звірами».
Навесні 1944 року 46 сімей чеченців звернулися до голови Кіровського райвиконкому Фрунзенської області Киргизької РСР зі зверненням:
Від чеченського народу. Прошу вас не залишати нашого прохання, оскільки нас 23 лютого 1944 р. виселили сюди до Киргизії, наш народ гине, до сьогодні більше 30 чол. голодує, решта лежать без сил, у нас у кожному господарстві залишилося від 3 до 5 корів і по сорок-п'ятдесят овець, багато хліба, ми з собою нічого не взяли, якщо держава не надасть допомоги, то ми вже зниклий народ, чи нам дайте допомогу, або відвезіть назад, якщо не зробите допомоги, прошу всіх разом із сім'ями нас розстріляти
10 жовтня 1953 року спецпоселенець Сулейманов Мовла, уродженець села Шалі, який проживав у місті Кзил-Орда of the Казахської РСР, подав заяву до Москви з проханням зняти з себе обмеження та просив: пояснити йому, за які злочини і на підставі якого закону його покарано. Не дочекавшись відповіді, 10 грудня 1953 року Сулейманов повторно звернувся до Генпрокуратури СРСР, яка направила його скаргу до прокуратури Грозненської області. Як повідомляв заступник Грозненського обласного прокурора у відповіді від 16 січня 1954 року, перевіркою встановлено, що Сулейманов, його мати і дві сестри «належали до чеченської національності і з цієї причини були виселені з території колишньої Чечено-Інгушської АРСР." З огляду на це, заступник прокурора додав, що вважає скаргу Сулейманова "непідставною".
У зв’язку з тим, що єдиним критерієм для депортації була національна приналежність спецпоселенців, що смертність серед них була дуже високою, а в дорозі та в місцях депортації не були створені належні умови для їх транспортування, прийому та розміщення, що культура та національна ідентичність депортованих були приречені на зникнення, що їхнє заслання було вічним, статус спецпоселенців був спадковим, а «самовільний виїзд (втеча)» з місць «обов’язкового і постійного поселення» карався до 20 років каторги, деякі дослідники вважають, що «фактично (або навіть суворо юридично)» Сочевиця є геноцидом.

## Кінець XX - початок XXI століття

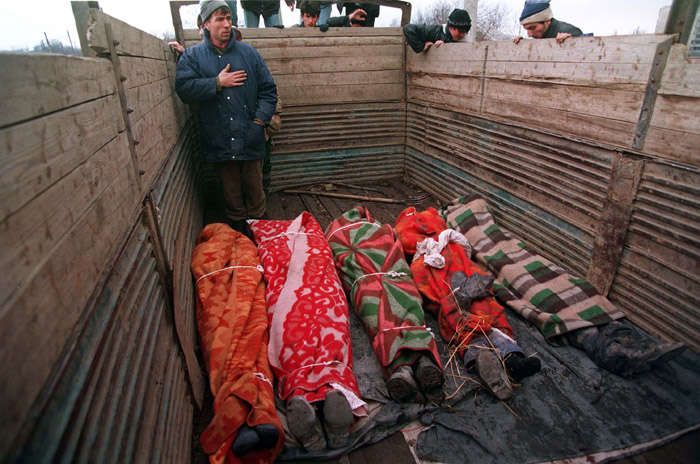
Мертві чеченці, закутані в ковдри, фото в Грозному в січні 1995 року.

У 1990-х і 2000-х роках територія Чечні, яка в 1991 році проголосила себе незалежною державою, але не отримала російського і міжнародного визнання, пережила дві військові кампанії, офіційно названі в РФ відновленням конституційного ладу (1994-1996 рр.) та контртерористичної операції (1999–2009).
Уже першу з цих кампаній деякі коментатори назвали геноцидом.
Восени 1995 року правозахисник Ігор Каляпін назвав події в Чечні «однією з найстрашніших воєн ХХ століття», під час якої удари наносяться свідомо і цілеспрямовано в першу чергу по цивільних об'єктах і місцях скупчення людей.:
Про так звану фільтраційні пункти вже було сказано досить багато, я не буду повторювати, що там відбувається. Такого ви не побачите ні в одному фільмі. […]
Повторюю, тут важко говорити про права людини, треба говорити про геноцид, про військові злочини, вимагати суду над тими, хто це організував. […]
Підводячи підсумок, можна взяти Загальну декларацію прав людини, ратифіковану Росією, почитати статті, і не знайдеться жодної, яка б не була порушена.
Навесні 1996 року співробітник міжнародної гуманітарної організації «Лікарі без кордонів» Франсуа Жан розцінив дії російських військ як «тотальну війну, спрямовану не тільки проти комбатантів, а проти всього населення: молоді, старих, чоловіків, жінок та дітей», війна, «в якій не рахуються ні цивільне населення, ні лікарні і в якій усі міжнародні норми та зобов’язання відкрито порушуються при загальній байдужості» світової спільноти.
Друга кампанія в Чечні, яка почалася в 1999 році, була ще більш жорстокою, ніж попередня.За даними правозахисників, російські війська систематично вчиняли в Чечні такі злочини: руйнування міст і сіл, не виправдане військовою необхідністю; обстріли та бомбардування незахищених населених пунктів; позасудові страти та вбивства цивільних осіб; катування, жорстоке поводження та приниження людської гідності; тяжкі тілесні ушкодження, умисне заподіяні особам, які не беруть безпосередньої участі у бойових діях; нанесення навмисних ударів по цивільному населенню, цивільному та санітарному транспорту; незаконні затримання мирного населення; насильницькі зникнення; пограбування та знищення цивільного та громадського майна; вимагання; взяття заручників з метою викупу; торгівля трупами. Були й зґвалтування, яким поряд з жінками піддавалися й чоловіки. Крім того, як і в часи Кавказької війни 19 століття, були зафіксовані випадки демонстративної дефекації російськими військовими в житлових і громадських приміщеннях чеченців
Про те, що в Чечні відбувається геноцид проти чеченського народу, в різні роки говорили деякі правозахисники, організації, журналісти, публіцисти, діячі культури, політики, мешканці Чечні так і інші.